# José Quaglio
Giuseppe Ferdinando Quaglio, detto José (Anguillara Veneta, 28 febbraio 1923 – Cosne-Cours-sur-Loire, 28 febbraio 2007), è stato un attore e regista italiano.

## Biografia
Nato in un piccolo centro del Veneto, emigrò in Francia con la famiglia quando aveva due anni: imparò dunque il francese prima dell'italiano.
Studiò all'Accademia di Parigi e debuttò ancora adolescente nel gruppo della Saison Nouvelle con la regia di Jean Dasté recitando nei classici da I tre moschettieri a George Dandin, diretto da Roger Planchon. Recitò anche in lavori dell'avanguardia teatrale.
A partire dagli anni cinquanta iniziò a lavorare anche in Italia, sia nel cinema che in teatro e in televisione nella prosa radiofonica della Rai.
Nei primi anni sessanta tornò in patria per dirigere il dramma Sicario senza paga, allestito nel Teatro Stabile di Torino, diretto da Lucio Ardenzi, per passare successivamente alla regia de La fastidiosa di Franco Brusati, con la compagnia di Renzo Ricci, Eva Magni, Giorgio Albertazzi, prima, e poi con Salvo Randone e Neda Naldi. Nella prima metà degli anni settanta, mise in scena una serie di testi politico-storici scritti da Mario Moretti, che ebbero successo in tutta Italia: il sodalizio Quaglio-Moretti partorì Il processo di Giordano Bruno, con Antonio Pierfederici (per ironia della sorte ebbe un ruolo nel film con Gian Maria Volonté dove quest'ultimo interpretava l'eponimo filosofo), La rivoluzione di Fra' Tommaso Campanella, con Lino Troisi, e La Papessa Giovanna con Paola Quattrini e un giovane Andrea Giordana.

## Filmografia

### Attore
- Sangue alla testa (Le sang à la tête), regia di Gilles Grangier (1956)
- Partita a tre (Trois jours à vivre), regia di Gilles Grangier (1958)
- Merco Natercia, regia di Pierre Kast (1959)
- Il vizio e la virtù, regia di Roger Vadim (1962)
- Il terrorista, regia di Gianfranco De Bosio (1963)
- Le tue mani sul mio corpo, regia di Brunello Rondi (1970)
- Il conformista, regia di Bernardo Bertolucci (1970)
- La corta notte delle bambole di vetro, regia di Aldo Lado (1971)
- Nonostante le apparenze... e purché la nazione non lo sappia... All'onorevole piacciono le donne, regia di Lucio Fulci (1972)
- Chi l'ha vista morire?, regia di Aldo Lado (1972)
- Uno dei tre, regia di André Cayatte (1973)
- Il delitto Matteotti, regia di Florestano Vancini (1973)
- Sepolta viva, regia di Aldo Lado (1973)
- Giordano Bruno, regia di Giuliano Montaldo (1973)
- La cugina, regia di Aldo Lado (1974)
- L'uomo dei venti, regia di Carlo Tuzii (1975)
- Mondo candido, regia di Gualtiero Jacopetti e Franco Prosperi (1975)
- La verginella, regia di Mario Sequi (1975)
- Novecento, regia di Bernardo Bertolucci (1976)
- I prosseneti, regia di Brunello Rondi (1976)
- L'occhio dietro la parete, regia di Giuliano Petrelli (1977)
- Nero veneziano, regia di Ugo Liberatore (1978)
- L'umanoide, regia di Aldo Lado (1979)
- Prima della lunga notte (L'ebreo fascista), regia di Franco Molè (1980)
- Quartetto Basileus, regia di Fabio Carpi (1984)
- Barbablù, Barbablù, regia di Fabio Carpi (1989)
- Nel profondo paese straniero, regia di Fabio Carpi (1997)
- Il guardiano, regia di Egidio Eronico (1999)

### Regista
- L'altro Simenon – serie TV (1979)
- Il gioco degli inganni episodio  Operazione Tritacarne – miniserie TV (1980)
- Lia, rispondi (1992)

## Doppiatori italiani
- Luigi Vannucchi in Il terrorista
- Giuseppe Rinaldi in Il conformista
- Manlio Busoni in Nonostante le apparenze... e purché la nazione non lo sappia... All'onorevole piacciono le donne
- Luciano De Ambrosis in Il delitto Matteotti
- Giorgio Piazza in Giordano Bruno
- Arturo Dominici in La cugina

## Prosa televisiva Rai
- Il segretario particolare, regia di José Quaglio, trasmesso il 16 giugno 1968 sul Secondo Programma Rai.
- Processo di famiglia di Diego Fabbri, regia di José Quaglio, trasmesso il 29 giugno 1968.
- La cantatrice calva di Eugene Ionesco
- Una pistola nel cassetto di Giuseppe D'Agata, regia di Gianni Bongioanni, trasmesso il 12 e 19 marzo 1974.
- Mosè, regia di Gianfranco De Bosio, trasmesso dal 22 dicembre 1974 al 26 gennaio 1975.
- L'urlo dei venti, regia di Carlo Tuzi, trasmesso dal 12 aprile al 13 maggio 1975.
- Traffico d'armi nel golfo di Francis Durbridge, regia di Leonardo Cortese, trasmesso dal 12 al 26 novembre 1977.
- Luigi Ganna detective diretto da Maurizio Ponzi, trasmesso dal 12 giugno al 12 luglio 1979.
- Con gli occhi dell'occidente di Joseph Conrad, regia di Vittorio Cottafavi, trasmesso dal 2 al 16 novembre 1979.
- Il malinteso di Albert Camus, regia di Bruno Rasia trasmesso il 1 marzo 1983.